# ニコニコ大百科
ニコニコ大百科（ニコニコだいひゃっか、英:NICO NICO PEDIA）は、ドワンゴが提供しているオンライン百科事典である。2008年5月12日に未来検索ブラジルによってサービスが開始され、2017年7月にカドカワ（KADOKAWA）子会社の大百科ニュース社に事業移管された。その後2019年6月に大百科ニュース社がドワンゴに吸収合併され、現在はドワンゴの運営となっている。

## 概要
項目は記事と掲示板で構成される。
掲示板の書き込みにはニコニコ動画のアカウントでのログインが必要になり、記事の編集を行うにはさらにそのアカウントがプレミアム会員である事が必要になる。閲覧のみの場合はアカウント自体不要である。また、一般会員は原則記事を作成・編集を出来ない様になっているが、記事を作成したいという一般会員の声に応え、「一般会員記事作成記事編集依頼スレ」という記事で依頼すれば作成・編集をプレミアム会員に代行してもらえる可能性がある。

### 記事
ニコニコ大百科の大本となる内容。作成や編集の際には、一部を除きニコニコ動画のプレミアム会員登録が必要で、一般会員の利用は閲覧のみに限定される。
ニコニコ動画に関する言葉やタグ、ニコニコ動画内で話題となった動画投稿者、投稿されている動画の解説を利用者が自由に編集ができる。「あらゆる言葉」について調べることのできる事典であることを標榜しており、ニコニコ動画に関係しない単語の記事でも立てることができる。
また「単語」だけでなく「句」や「節」や「文」といった一般的な辞典とは離れた内容も編集できる。
単語記事（後述）はニコニコ動画のタグと密接な関係にある。動画閲覧ページでは、タグ横のアイコンが同名のニコニコ大百科記事へのリンクとなっている。その記事が作成されるとアイコンの表示が記事の存在を示す「百」になり、どの単語がニコニコ大百科に登録されているかがわかる。この連携により、タグに関連する情報を手早く閲覧することを可能にしている。
記事にはそのキーワードに関連した、ニコニコサービス内で展開されている動画や関連商品などをブログパーツ形式で貼り付けることができる。外部からの写真や画像を取り込むことはできない。ただし、ニコニコ動画のサムネイル画像、掲示板でのお絵カキコにおいて描かれた画像、ニコニ・コモンズにおいてアップロードされた写真・画像などは貼りつけることができる。
また、記事ごとに「ページ番号」が割りふられており、編集履歴の追尾、URLの短縮表記に利する。

#### 記事の分類
記事は以下の分類がなされている。
- 単語記事 - 一般的な記事はここに分類される。先述の通り、プレミアム会員のみ編集できる。
- 動画記事 - 動画一つひとつと直結している記事。動画閲覧ページからリンクされている。プレミアム会員以外にも、その動画の投稿者本人であれば一般会員でも編集できる。
- 商品記事 - ニコニコ市場の商品と直結している記事。かつては一般会員も編集できたが、2013年4月1日以降はプレミアム会員のみ編集できる[3]。
- ユーザ記事 - ウィキペディアの利用者ページにあたる記事。ユーザ本人であれば一般会員でも作成・編集ができる。
- コミュニティ記事 - ニコニコミュニティと直結している記事。そのコミュニティのメンバーでなければ編集できない。
- 生放送記事 - ユーザー生放送の配信者（いわゆる生放送主、生主）や配信中のできごとに関する記事。以前は全て単語記事のカテゴリで扱われていたが、生放送関連の記事が急増し、一般的な単語から名前を取っている生主との記事名被りトラブルなど、急増した生主に関する記事に対応するために新たに設けられた[4]。編集するのに必要な条件は単語記事と同じ。

ユーザ記事や動画記事などの例外を除いてプレミアム会員しか編集する事ができないが、これは管理者側の設定により、記事単位で一般会員でも編集可能に変える事ができる。過去にはそう設定され開放された記事もあった（ミスによる誤開放含む）。また、イベントとしてフォームに申告した一般会員に対してアカウント単位で記事の編集権限を渡すことも可能。
なお、記事のタイトルを自由に設定しゼロから記事を作り出す事ができるのは「単語記事」と「生放送記事」のみであるが、記事作成時に適切でない方のカテゴリで記事を作ってしまった場合、適切なカテゴリに記事移動が（第三者や運営関係者の手によって半強制的に）なされる。
生放送でしか活動していない人物や生放送特有の用語は「生放送記事」で作られなければならず、逆に生放送をしていない自作動画の投稿者などの記事は「単語記事」でなければならない。生放送主としても普通の動画投稿者としても活動している人物の記事は両方に属する事になるが、単語記事で作るのが推奨される。いずれにしても、同じ対象に関する記事を単語記事と生放送記事の両方で作成する事は認められておらず、適切でない方のカテゴリの記事は記事そのものが削除対象になる（全く同内容のコピー記事である場合はもとより、「本体の生放送記事」と「生放送記事に誘導するだけの同名単語記事」と言うパターンも含まれる）。

### ウィキペディアとの相違点
ウィキペディアとの相違点は以下の通りである。
- 出典の明記をしなくても良い
- 独自研究に基づいた記事を作って良い
- 中立的な観点をそこまで守らなくとも良い
- あらゆる言葉について記事を閲覧・編集する[5]ことを謳っており、ウィキペディアでは独立記事作成の目安を満たしておらず作成できないテーマでも利用規約の範囲内であれば作成してよい
- 記事毎に掲示板が備わっていて誰でも自由にコメントできる
- 有料のプレミアム会員のみ編集できる[5]。
- 投票による管理者認定制度を敷いておらず、記事の削除権限は運営会社のみに委ねられている（記事作成時に「基本的に記事の削除は認められません。」と注意書きがされている）。

そのためフィクションやジョークも混ざった記事や、特定の人物・出来事・団体を風刺する・批判する内容の記事も多数存在する。このような状況から、一般人についての内容を書いても適切な内容であれば削除される心配は無く、前述の生主の記事が増加した件もこれが背景である。また広く知られている事実であっても文献等が散逸している等の事情により出典を示すことが不可能である情報など、ウィキペディアで記すことが不適切な内容を補完する役割も受け持っている。一方で編集者の履歴を追うことができ、特定のカテゴリのみ編集していることや注目ランキングで上位に入った場合位にそぐわないタイトルや内容ということ、ウィキペディアのノートページと異なり目立つところに掲示板があることから、編集者の中傷やバッシングを受ける場合もある。
なお、白紙化や削除目的のリダイレクト化、まったく内容が異なる記事名や内容の変更もユーザーによる削除行為（規約違反）と見做され、運営会社の判断により記事が差し戻され編集制限がかかるなどのペナルティを受ける場合がある（掲示板で白紙化やリダイレクト化を要求するコメントがあってもそれに応じてしまうと規約違反となる）。

#### ウィキペディアとの類似点
上記のように、ウィキペディアと比較すると、自由度は高いものの、記事への荒らしや悪質な編集者や誹謗中傷の内容を含んだ記述、明らかに不適切な編集に対しての処置はウィキペディア同様実施されている。これに該当する措置はニコニコ大百科内では『規制』と『削除』である。削除に関してはかなり厳密に行われている。なお規制に関しては後述のように掲示板を閲覧する際にも適用される。

### 掲示板
各記事の下部にあり、記事に対するコメントができる。基本的に記事が作成されていないと掲示板は利用できないが、動画記事の場合は記事本体が未作成の場合も掲示板が利用できる。
また、文章を投稿するだけではなく、記事と同様にニコニコサービスに関連したURLをレス形式で短縮化(ニコニコ動画の動画番号であるsm〇〇をレスで貼り付けるとブログパーツが挿入される)したり、以下のようなものも掲示板への書き込みとして投稿できる。
他の掲示板と同様に、記事対象に対する中傷や論争もみられる。場合によっては「ほんわかレス」を推奨するテンプレートが貼られることがある。
お絵カキコ
自分で絵などを描いて、記事の掲示板に投稿することができる。「基にしてお絵カキコする」ボタンを押すとその絵に後から手を加えることができる。以前は投稿された絵をクリックすると絵の作成過程を見ることができたが、Flash版お絵カキコのサービス終了に伴い作成過程を見ることはできなくなった。
ピコカキコ
2008年9月1日からサービス開始。ピコ文字というMMLを用いて音楽を投稿することができる。
掲示板に関するこれらのサービスは一般会員でも利用可能であり、プレミアム会員登録は不要。ただし、2012年2月末よりごく一部の掲示板に「プレミアム会員のみ書き込み可能」という設定が成されている。これはアカウントを規制しても次々とアカウントを取得して荒らし行為を続行する、いわゆる「複垢荒らし」に対する対応の一環として導入されたもの。
また、掲示板によってはさらに強力な規制として誰も書き込めないようになっていることもある。これには2通りがあり、単なる掲示板荒らし対策としての規制処置と、記事の内容で触れられている人物から申請があった場合に掲示板を閉鎖する処置がある。前者については全ユーザーが入力不可能になるだけで過去のレスを見ることはできるが、後者については掲示板自体が非表示となり過去のレスを見ることもできなくなる。

### マイページ
マイページでは以下のページに接続ができる。
- 自分のユーザ記事
- ウォッチリスト - ウィキペディアのウォッチリストと類似の機能をもつ。
- メッセージ - 運営者から送られるメッセージが表示される。ウォッチリストの更新が確認できる。受信拒否可能。
- ほめたリスト - 記事、お絵カキコ、ピコカキコで気に入ったものの『ほめるボタン』を押すとこのページに登録され、閲覧できる。
- 自分が編集したリビジョン一覧 - 自分が編集した記事の一覧を見ることができる。2012年4月14日現在、最大表示件数は400件で、それを超えると古い方から削除される。
- 自分の描いたお絵カキコリスト
- 自分が投稿したピコカキコリスト
- 各種設定 - ニコニコ大百科における各種設定（HTMLエディタの使用、ユーザ記事における各種統計値や過去のリビジョンの表示、メッセージの受信）ができる。

## ライセンス
著作権の帰属
ニコニコ動画版Wikipediaとよく言われているが、GFDLライセンスではなく著作権がドワンゴに帰属されると明記されている点が大きく異なる。著作権法に沿った規約ではあるが、執筆した記事/コメント/お絵カキコ等においてドワンゴが認める第三者、他の利用者に対して著作者人格権を行使する事は認められない。
再利用の用途
ドワンゴはユーザが執筆した記事またはコメントを、商用/非商用問わず自由に利用する事ができるが、ユーザは「Web」に用途が限定され、オフラインでの再利用は禁止されている。Webにおける再利用の場合も、「出典の明記」が必要であり、「転載」であるか、「改変を伴う転載」であるのかのどちらかを示さなければならない。
転載とともに行う行為
選挙運動を行うサイトやアダルトサイト等はニコニコ大百科の記事を再利用できない。
複数の記事の利用
複数の記事をデータベースとして使用すること、複数の記事を検索機能を持たせて使用することなどはできない。